# Srindrabhupesvarachuda
Srindrabhupesvarachuda var en drottning av Khmerriket som gift med Indravarman III (kung 1295–1308).
Hon var dotter till Jayavarman VIII. Hon övertalade sin far att utse hennes make till tronföljare istället för hennes bror. 